# Пшув
Пшув (пол. Pszów, нім. Pschow) — місто в південній Польщі.
Належить до Водзіславського повіту Сілезького воєводства.

## Демографія
Демографічна структура станом на 31 березня 2011 року:
|          | Загалом | Допрацездатний вік | Працездатний вік | Постпрацездатний вік |
| -------- | ------- | ------------------ | ---------------- | -------------------- |
| Чоловіки | 7076    | 1353               | 4882             | 841                  |
| Жінки    | 7342    | 1219               | 4461             | 1662                 |
| Разом    | 14418   | 2572               | 9343             | 2503                 |